# 人頭稅石
人頭稅石，又稱賦測石，是位於今日沖繩縣宮古島市平良字荷川取的一個高143釐米的石柱。
立此石的目的至今仍是個謎，有靈石、天體測量標杆等說法。
根據當地傳說，1609年，琉球國受到薩摩藩的侵略，財政陷入困難之中。為了緩解財政困難，琉球王府向宮古、八重山地區課以沉重的年貢（人頭稅）。相傳只要身高超過人頭稅石的島民便是人頭稅的被徵收對象。這種說法在柳田國男的《海南小記》中被記載下來，因而廣為人知。不過根據現存琉球史料來看這並非史實，因為官方規定，自1714年起，琉球對15歲至50歲之間的島民徵收人頭稅，並沒有對身高進行限制。
人頭稅石並非日本國、沖繩縣乃至宮古島市的史跡，但卻是當地一個重要的景點。